# 马泽尔
马泽尔（法語：Mazères，法語發音：[mazɛʁ]）是法国阿列日省的一个市镇，位于该省北部，属于帕米耶区。

## 地理
马泽尔（43°15'6"N, 1°40'41"E）面积44.04 平方千米，位于法国奧克西塔尼大區阿列日省，该省份为法国西南部内陆省份，西部和北部与上加龙省接壤，东临奥德省，东南至东比利牛斯省接壤，南与安道尔和西班牙接壤。
与马泽尔接壤的市镇（或旧市镇、城区）包括：戈迪耶斯、蒙托、萨韦尔丹、贝尔佩什、莫朗迪耶、卡尔蒙、日贝勒。

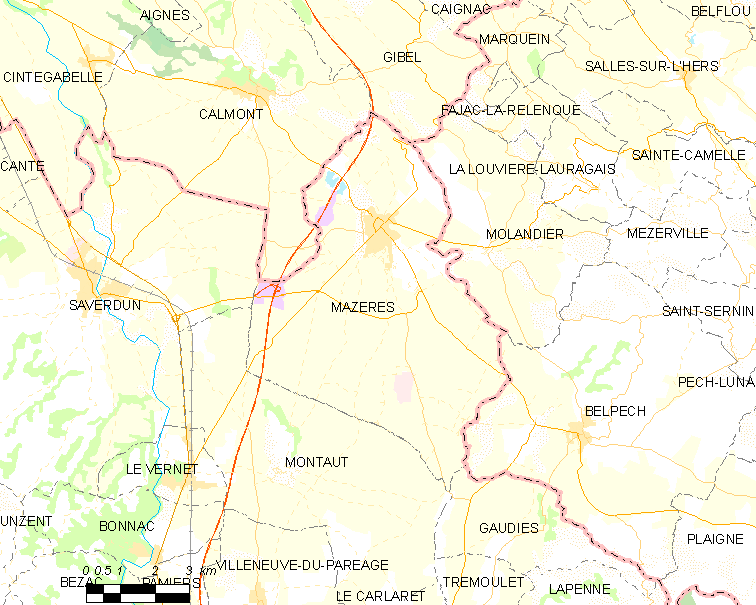
马泽尔的OSM定位图

马泽尔的时区为UTC+01:00、UTC+02:00（夏令时）。

## 行政
马泽尔的邮政编码为09270，INSEE市镇编码为09185。

## 政治
马泽尔所属的省级选区为阿列日之门县。

## 人口

1962-2008年间马泽尔人口变化图示

马泽尔于2022年1月1日时的人口数量为3866人。